# Donato Leoni
Donato Leoni (Campagnano di Roma, 29 giugno 1937 – Viterbo, 21 aprile 2015) è stato un produttore cinematografico italiano.
Il suo nome rimarrà legato al processo che lo vedrà imputato, con Pier Paolo Pasolini, per il reato di oscenità.

## Biografia
Negli anni 1963-1964 collabora con la Arco Film, casa di produzione fondata da Alfredo Bini, nei film La bella di Lodi di Mario Missiroli e Il Vangelo secondo Matteo di Pier Paolo Pasolini. Nel 1965, fino al 1970, entra a far parte della Zebra Film, casa di produzione cinematografica di Moris Ergas con il ruolo di procuratore generale unitamente ad Ergas con firma disgiunta. È di questi anni la produzione del film Le soldatesse e numerosi coproduzioni francesi. Sono questi gli anni che vedono la Zebra film, con Moris Ergas, collaborare e produrre film di autori come Franco Arcalli, Miloš Forman e Juraj Jakubisko.
Nel 1968 Franco Rossellini, Manolo Bolognini e Donato Leoni fondano la Aetos Film, della quale Leoni è stato amministratore unico, che produrrà il film Teorema (1968) di Pier Paolo Pasolini. Nel 1970 Franco Rossellini, Sergio Galiano e Donato Leoni fondano la casa di produzione cinematografica Felix cinematografica. Leoni collabora ai film Il Decameron (1970) e Medea (1969) di Pier Paolo Pasolini (1969), Identikit di Giuseppe Patroni Griffi (1979) con il ruolo di supervisore. Negli stessi anni è impegnato in collaborazioni con l'Atlantica cinematografica di Marco Vicario nella produzione dei film Homo Eroticus (1971), Il prete sposato (1971), Paolo il caldo (1973) e  L'erotomane (1974).

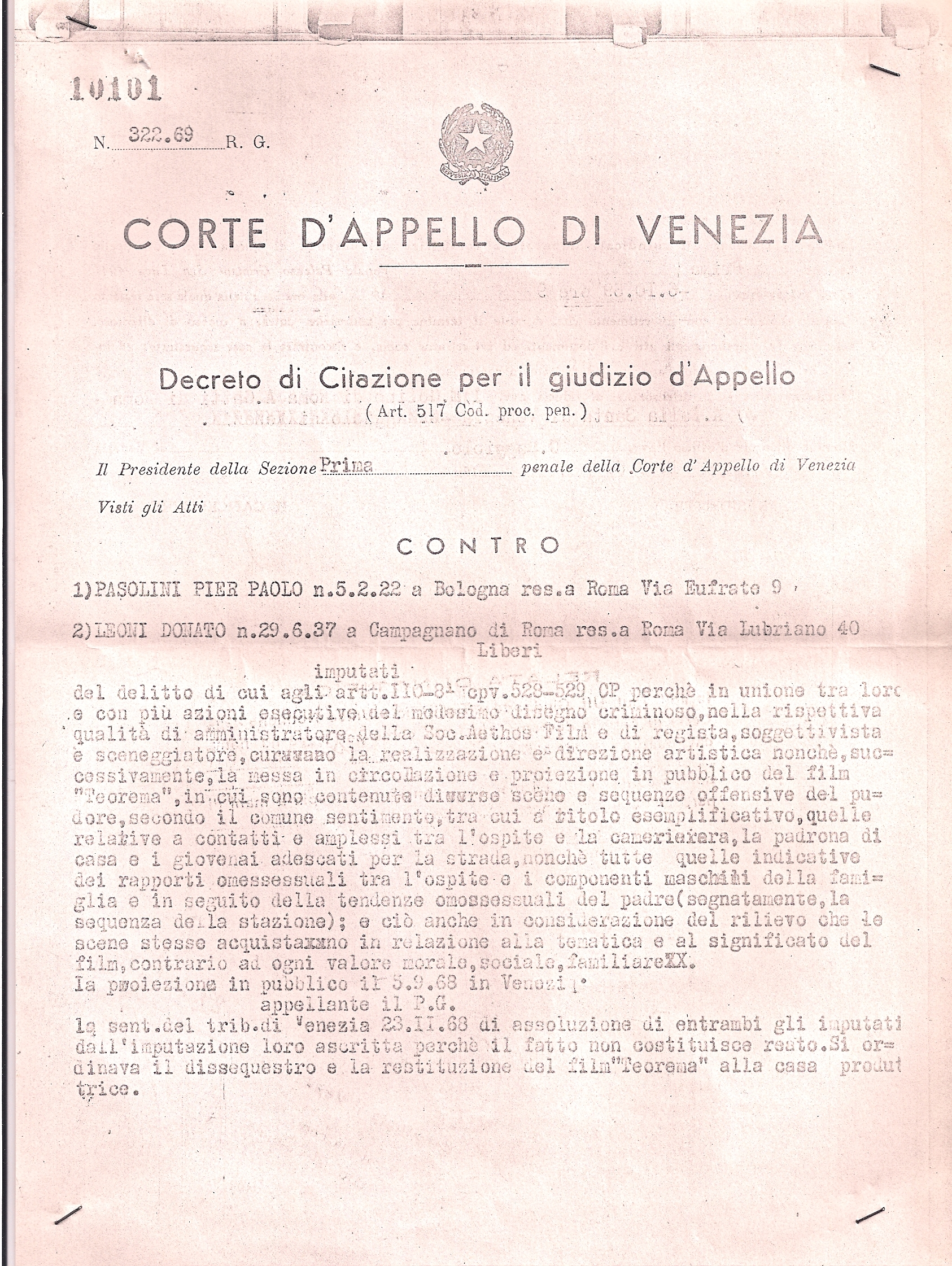
Corte di Appello di Venezia citazione Pasolini Leoni per il film Teorema
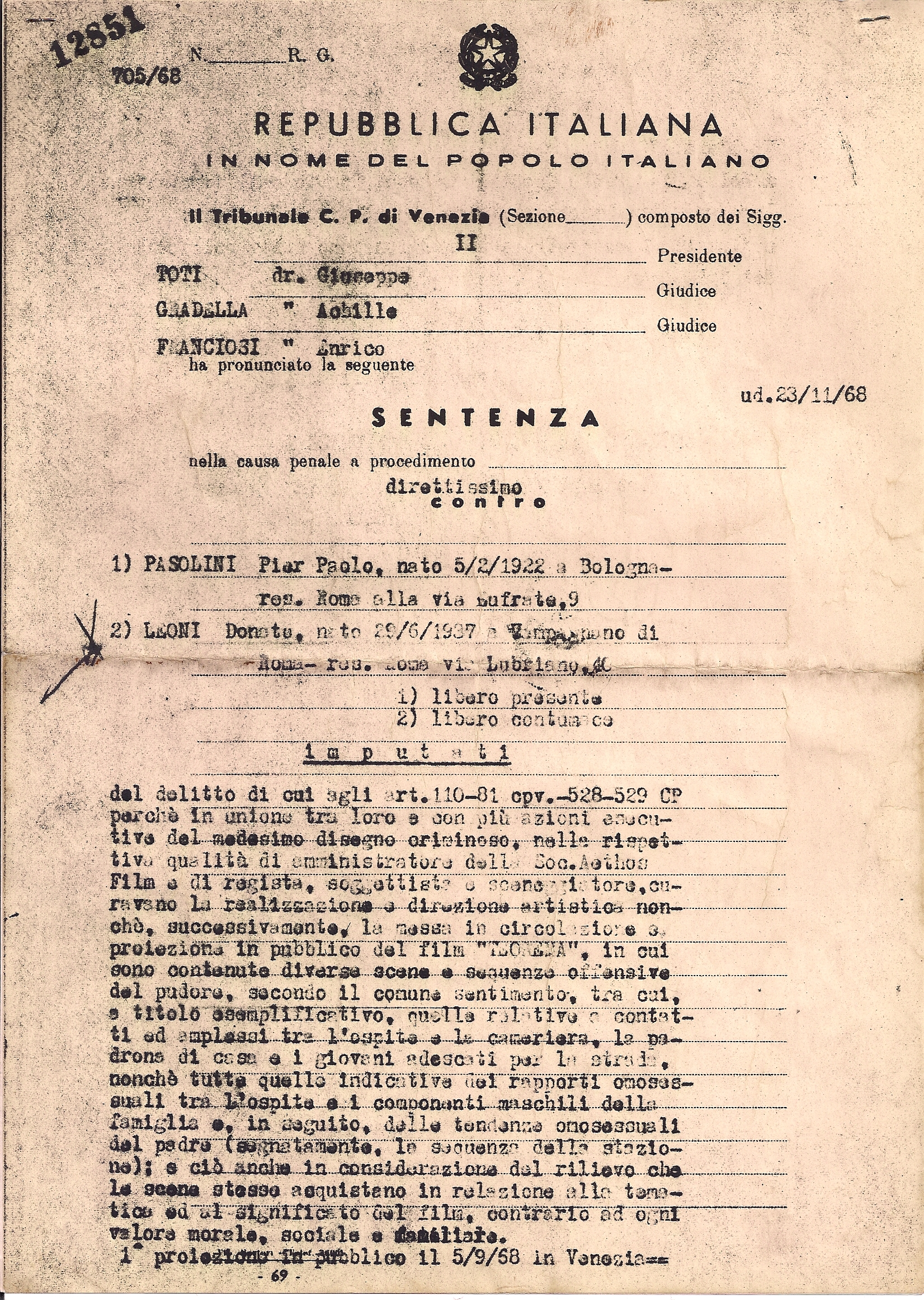
Corte di Appello di Venezia sentenza assoluzione Pasolini Leoni per il film Teorema p.1
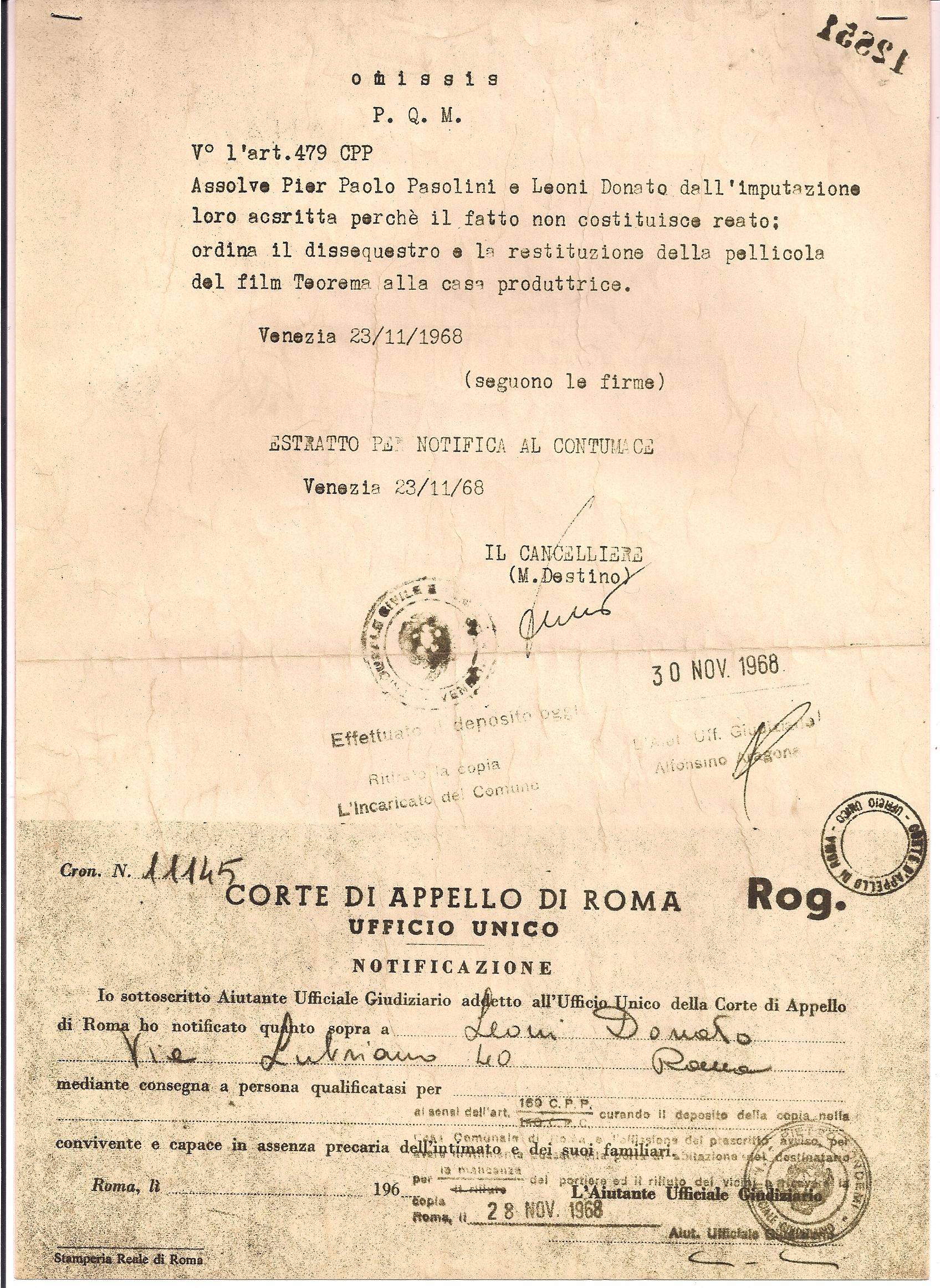
Corte di Appello di Venezia sentenza assoluzione Pasolini Leoni per il film Teorema p.2